# كريستين سميث (متزحلقة)
كريستين سميث (بالإنجليزية: Christine Smith)‏ هي متزحلقة أسترالية، ولدت في 13 ديسمبر 1946، وتوفيت في 8 مايو 1979.

## وصلات خارجية
- كريستين سميث على موقع أوليمبيديا (الإنجليزية)
- كريستين سميث على موقع اللجنة الأولمبية الأسترالية (الإنجليزية)